# Bryobia coatesi
Bryobia coatesi är en spindeldjursart som beskrevs av Meyer 1974. Bryobia coatesi ingår i släktet Bryobia och familjen Tetranychidae. Inga underarter finns listade.